# Adama N’Jie
Adama N’Jie (ur. 7 lutego 1978) – gambijska lekkoatletka uprawiająca biegi średniodystansowe, trzykrotna olimpijka.
W 1996 zdobyła brązowy medal na Mistrzostwach Afryki w lekkoatletyce.
Zawodniczka trzykrotnie reprezentowała swój kraj na igrzyskach olimpijskich: w 1996 na igrzyskach w Atlancie startowała w biegu na 800 metrów, w 2000 na igrzyskach w Sydney startowała w biegu na 800 metrów i w 2004 na igrzyskach w Atenach również startowała w biegu na 800 metrów – we wszystkich występach odpadła w eliminacjach.
Rekordzistka kraju.

## Rekordy życiowe
| Dystans            | Wynik   | Miejsce | Data            |
| ------------------ | ------- | ------- | --------------- |
| bieg na 400 metrów | 55,32   | Banjul  | 12 maja 2001    |
| bieg na 800 metrów | 2:05,14 |         | 2 stycznia 2003 |